# WGC - HSBC Champions 2011
Het WGC - HSBC Champions van 2011 werd gespeeld van 3 tot 6 november op de Sheshan International Golf Club in Shanghai. 
Alle deelnemers speelden 72 holes. Het prijzengeld was 7 miljoen Amerikaanse dollar (ruim 5 miljoen euro), waarvan de winnaar 1,2 miljoen dollar kreeg en de laatste speler omgerekend nog ruim 17.500 euro. De titelverdediger was Francesco Molinari.

## Verslag
De par van de baan is 72, het baanrecord is 63 en staat sinds 2009 op naam van Diasuke Maruyama. Tijdens hetzelfde toernooi werd dit record geëvenaard door Ernie Els en Rory McIlroy.
Ronde 1
Keegan Bradley, de Amerikaan die een jaar eerder van de Nationwide Tour promoveerde en deze zomer in een play-off het US PGA Championship won, speelde vandaag met Lee Westwood en Adam Scott. Hij begon met een birdie op hole 10 (par 4), maakte nog een gemakkelijke birdie op hole 14 (par 5) en een 5-meter putt voor eagle op hole 18 en stond na negen holes op -4. Nog drie birdies en hij stond met -7 aan de leiding. Op -5 kwamen Bo Van Pelt en de Zweden Alexander Norén en Fredrik Jacobson binnen.
Ronde 2
Louis Oosthuizen maakte een ronde van 63, hij speelde negen holes in par en maakte negen birdies. Hij klom hiermee op tot de 2de plaats, die hij deelde met Adam Scott. De 37-jarige Jacobson nam na een goede tweede ronde zonder bogeys de leiding over.
Ronde 3
Na de derde ronde stonden er nog zes Europeanen in de top-10. Jacobson had sinds donderdag 38 holes gespeeld voordat hij een bogey maakte op hole 9, maar hij bleef aan de leiding, maakte nog een paar birdies en vergrootte zijn voorsprong tot drie slagen. Oosthuizen bleef op de 2de plaats. Rory McIlroy maakte 65 en kwam tijdelijk op de 3de plaats en kreeg daar gezelschap van Lee Westwood die met 67 binnenkwam. Adam Scott eindigde met een eagle en haalde McIlroy en Oosthuizen in. Martin Kaymer en Graeme McDowell delen de 6de plaats met -11. De beste ronde van de dag was een 64 van de Amerikaan Harrison Frazar en de Chinees Xin-jun Zhang, die daarmee in de top-10 kwam.
Ronde 4
Martin Kaymer maakte zijn 8ste birdie op hole 17, kwam op -19 en passeerde Jacobson, die op -18 stond en twee holes achter hem speelde. Kaymer eindigde met een birdie en ging naar -20, Jacobson maakte op hole 17 een bogey en had geen kans meer voor een play-off.
- Leaderboard

| Naam              | Score R1 | Score R1 | Nr  | Score R2 | Score R2 | Totaal | Nr  | Score R3 | Score R3 | Totaal | Nr  | Score R4 | Score R4 | Totaal | Totaal | Nr  |
| ----------------- | -------- | -------- | --- | -------- | -------- | ------ | --- | -------- | -------- | ------ | --- | -------- | -------- | ------ | ------ | --- |
| Martin Kaymer     | 69       | -3       | T9  | 68       | -4       | -7     | T7  | 68       | -4       | -11    | T6  | 63       | -9       | 268    | -20    | 1   |
| Fredrik Jacobson  | 67       | -5       | T2  | 66       | -6       | -11    | 1   | 67       | -5       | -16    | 1   | 71       | -1       | 271    | -17    | 2   |
| Graeme McDowell   | 69       | -3       | T9  | 69       | -3       | -6     | T11 | 67       | -5       | -11    | T6  | 67       | -5       | 172    | -16    | 3   |
| Paul Casey        | 70       | -2       | T18 | 66       | -6       | -8     | T5  | 70       | -2       | -10    | T8  | 67       | -5       | 273    | -15    | T4  |
| Charl Schwartzel  | 70       | -2       | T18 | 69       | -3       | -5     | T17 | 69       | -3       | -8     | T15 | 65       | -7       | 273    | -15    | T4  |
| Rory McIlroy      | 70       | -2       | T18 | 69       | -3       | -5     | T17 | 65       | -7       | -12    | T4  | 69       | -3       | 273    | -15    | T4  |
| Louis Oosthuizen  | 71       | -1       | T30 | 63       | -9       | -10    | T6  | 68       | -4       | -14    | 2   | 72       | par      | 276    | -14    | T7  |
| Bo Van Pelt       | 67       | -5       | T2  | 69       | -3       | -8     | T5  | 70       | -2       | -10    | T8  | 70       | -2       | 276    | -12    | T11 |
| Adam Scott        | 69       | -3       | T9  | 65       | -7       | -10    | T2  | 69       | -3       | -13    | 3   | 73       | +1       | 276    | -12    | T11 |
| Xin-jun Zhang     | 74       | +2       | T54 | 68       | -4       | -2     | T34 | 64       | -8       | -10    | T8  | 72       | par      | 278    | -10    | T13 |
| Lee Westwood      | 69       | -3       | T9  | 68       | -4       | -7     | T7  | 67       | -5       | -12    | T4  | 74       | +2       | 278    | -10    | T13 |
| Keegan Bradley    | 65       | -7       | 1   | 70       | -2       | -9     | 4   | 72       | par      | -9     | T11 | 73       | par      | 279    | -9     | T16 |
| Nicolas Colsaerts | 74       | +2       | T54 | 69       | -3       | -1     | T39 | 68       | -4       | -5     | T30 | 70       | -2       | 281    | -7     | T20 |
| Alexander Norén   | 67       | -5       | T2  | 75       | +3       | -2     | T34 | 70       | -2       | -4     | T36 | 77       | +5       | 289    | +1     | T49 |

| Leider |  | Toernooirecord |

## De spelers
| Winnaars van de vijf Majors - Charl Schwartzel - KJ Choi - Rory McIlroy - Darren Clarke - Keegan Bradley Winnaars Europese PGA Tour - Thomas Aiken - Thomas Bjørn - Paul Casey - Nicolas Colsaerts - Simon Dyson - Michael Hoey - Robert Karlsson - Martin Kaymer - Pablo Larrazábal - Paul Lawrie - Tom Lewis - Graeme McDowell - Alexander Norén - Alvaro Quiros - Lee Slattery - Jhonattan Vegas Top-5 uit Race To Dubai - Anders Hansen - Peter Hanson - Ian Poulter - Miguel Ángel Jiménez - Lee Westwood | Winnaars van de WGC toernooien - Nick Watney - Adam Scott - Francesco Molinari Winnaars Amerikaanse PGA Tour - Aaron Baddeley - Jonathan Byrd - Keegan Bradley - Ben Crane - Harrison Frazar - Jim Furyk - Lucas Glover - Bill Haas - Jim Herman - Fredrik Jacobson - D.A. Points - Justin Rose - Rory Sabbatini - Scott Stallings - David Toms Top-5 uit de FedExCup - Hunter Mahan - Chez Reavie - John Senden - Geoff Ogilvy Winnaars Australaziatische Tour - Stuart Appleby - Geoff Ogilvy Aangevuld uit Order of Merit - Bobby Gates - Alistair Presnell - Adam Bland | Winnaars Sunshine Tour - Ernie Els - Pablo Martin Aangevuld uit Order of Merit: - Keith Horne - Jbe Kruger - Louis Oosthuizen Winnaars Aziatische PGA Tour - Shiv Chowrasia - Matteo Manassero Aangevuld uit de Order of Merit - David Gleeson - Rahman Siddikur - Thongchai Jaidee - Jeev Milkha Singh - Kiradech Aphibarnrat - Chinnarat Phadungsil - Chan Yih-shin Winnaars Japan Golf Tour - Yuta Ikeda - Hiroyuki Fujita - Michio Matsumura - Jung-gon Hwang - Tetsuji Hiratsuka 4 Chinese spelers - Wen-chong Liang - Ashun Wu - Hao Yuan - Xin-jun Zhang |